# Tóner

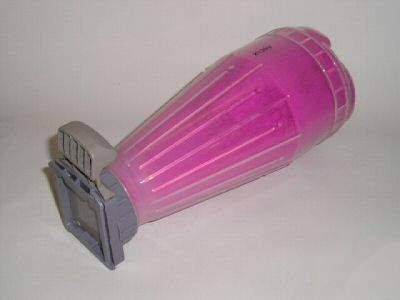
Un cartucho de tóner de color magenta.

El tóner (del inglés toner), también denominado tinta seca por analogía funcional con la tinta, es un polvo fino, normalmente de color negro, que se deposita en el papel que se pretende imprimir por medio de atracción electrostática o magnetografía. Una vez adherido el pigmento, este se fija en el papel, por medio de presión y calor adecuado.
Debido a que en el proceso no intervienen diluyentes, originalmente se le ha denominado xerografía, del griego «xeros» que significa «seco» o escritura en seco.

## Partes de un cartucho de tóner
Las partes de un tóner son las siguientes:
Cuchilla dosificadora o doctor blade:
Esta cuchilla es la pieza del cartucho encargada de regular las cantidades de tóner del cartucho que pasa del depósito de tóner al cilindro imantado.
Además de ser una pieza que se desgasta con el tiempo, es uno de los elementos que genera las rayas diminutas que se observan en la impresión.
Depósito o suministro de tóner:
Es el espacio donde se alberga el tóner que impregna por magnetismo y fija en el papel por la acción del láser.
Cuchilla limpiadora:
Retira el tóner que no ha quedado adherido al papel y lo manda al depósito de tóner de desecho. Esta cuchilla es la que produce mayor desgaste en el cilindro; su instalación requiere de un ajuste muy preciso. Si no se coloca adecuadamente, las hojas podrían salir sucias, por el contrario, si está demasiado ajustada, puede dañar el cilindro antes de tiempo.
Chips del cartucho:
Contienen una memoria que le provee identificación dentro de la impresora y tienen una memoria que permite contar el número de impresiones, por lo que permiten verificar el rendimiento del cartucho, número de páginas impresas y los minutos de trabajo. También inutilizan el cartucho después de su uso e impiden su reciclaje directo, por lo que funcionan como una forma de obsolescencia programada.
Depósito del tóner desperdiciado:
Este recipiente es más pequeño que el del tóner, y su función es recoger el tóner sobrante después de realizada la impresión, ya que este tóner no puede reutilizarse. En ocasiones, este depósito puede ir separado del cartucho (generalmente viene incluido en empaque de la impresora). Si se recicla un cartucho de tóner, es importante vaciar este depósito, ya que si está lleno y no realiza su función pueden salir las copias siguientes manchadas. Algunas impresoras poseen sistemas de detección de llenado de este recipiente, e impiden seguir imprimiendo hasta que este no sea vaciado o sustituido.
Rodillo de carga primaria o PCR:
La función de este rodillo es aplicar una electricidad con carga negativa a la superficie del cilindro OPC para que el láser pueda escribir sobre este. Suele estar hecho con un eje de metal y una cubierta de goma modelada.
Cilindro imantado o mag roller:
También comúnmente llamado rodillo de alimentación. Es un tubo o cilindro recubierto normalmente de teflón, este se encarga de transferir el tóner del depósito al papel.
Unidad de cilindro OPC (fotoconductor orgánico u Organic Photo Conductor):
Es el elemento sobre el que actúa el láser. Suele ser de aluminio, recubierto en sus primeras épocas con compuestos de selenio y en la actualidad de un material orgánico con propiedades fotoconductoras. Se carga de forma negativa con el rodillo magnético, luego el láser crea el dibujo sobre él ("borra" con luz las partes no impresas quitando el tóner innecesario) e impregna el polvo en la hoja o en el cilindro de transferencia.
Esta pieza se puede separar en tres capas esenciales:  
- La capa de ULC (Undercoat Layer) capa de imprimación.
- La capa de CGL (Charge Generation Layer) capa de generación de carga.
- La capa CTL (Charge Transport Layer) capa de transporte de carga.

## Toxicidad del tóner
El tóner utilizado en impresoras láser y otra maquinaria puede contener diversas substancias tóxicas de alta peligrosidad, entre ellas benceno. Otros tóxicos que contienen los tóneres son: etilbenceno, tolueno, 1,2-diclorobenceno,1,4-diclorobenceno, trimetilbenceno, estireno, o-xileno, tricloroetileno, acetona, acentofenona, acetato de butilo, butanol, 2-etil-1-hexanol, formaldehído, hexanal, dodecano, hexadecano y pentalmetilheptano.
Muchos de los tóxicos señalados son carcinógenos. En concreto, el Departamento de Salud y Servicios Sociales de los Estados Unidos (DHHS) ha determinado que el benceno es un reconocido carcinógeno en seres humanos y otros mamíferos lactantes. La exposición de larga duración a altos niveles de benceno en el aire puede producir leucemia, así como cáncer de colon.